# Famille Petre
Pour les articles homonymes, voir Petre.

Armoiries de Petre : De gueules à la bande d'or, entre deux coquilles d'argent. La devise est Sans Dieu Rien.

Les blasons des familles Wadham et Petre forment les armories du Wadham College.

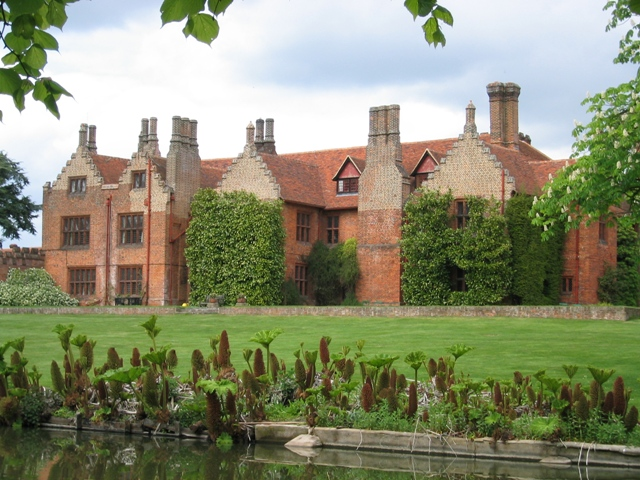
Ingatestone Hall dans l'Essex, berceau de la famille Petre.

La famille Petre est une famille éminente de la noblesse d'Angleterre qui a la particularité d'être demeurée catholique.
La première grande figure historique de la famille fut William Petre (en). D'origine humble, il réussit à obtenir une bourse pour étudier le droit (lois civiques et canoniques) au Exeter College à l'université d'Oxford et commença sa carrière au service de James Cromwell. Il fut ensuite anobli et titré chevalier et nommé conseiller et secrétaire d'État d'Henri VIII. Fin politicien, il continua son service sous Édouard VI, Mary Tudor et enfin Élisabeth Ire. On peut aujourd'hui observer son portrait à la National Portrait Gallery de Londres. Son fils John reçut le titre de 1er baron Petre (en) par le roi Jacques Ier et nommé lord-lieutenant de l'Essex en 1603.
Les Lords Petre ont toujours vécu depuis au château Ingatestone Hall, à Ingatestone dans le comté d'Essex. Une sœur aînée du 1er baron, Dorothy, se maria avec Nicholas Wadham et fut la fondatrice du Wadham College d'Oxford (dont les armoiries sont celles des Wadham en partie avec celles des Petre).
Les Petre sont connus en Angleterre pour leur loyauté envers l'Église catholique. Leur devise en est d'ailleurs assez représentative : « Sans Dieu, rien ». Au moins douze membres de la famille furent jésuites, et il y eut deux évêques catholiques: Francis (1692-1775) et Benjamin (1672-1758). Un des jésuites les plus connus fut Edward Petre (1631-99), 2d Baronnet (titre de noblesse britannique, d'un rang intermédiaire entre baron et chevalier) qui fut chapelain et conseiller du roi Jacques II. Mal-aimé et fortement critiqué par ses confrères jésuites, il lui fut refusé le titre de cardinal par le Pape malgré l'intervention du roi Jacques II qui multiplia les demandes. Une autre figure historique fut Robert Edward (en), 9e Baron (1742-1801), qui joua un grand rôle dans l'émancipation catholique et fut réputé avoir été grand maître des francs-maçons.
Lionel George, 16e baron, (1890-1915) servit dans les Coldstream Guards durant la Première Guerre mondiale, et mourut des blessures au combat à la bataille de Loos.
Actuellement, une partie de la famille Petre est disséminée en Europe, et principalement en France et en Belgique. La scission de la famille s'est produite à la suite de l'arrivée du protestantisme en Angleterre.
Le nom est homophone avec le prénom anglais Peter.

## Liste des barons Petre

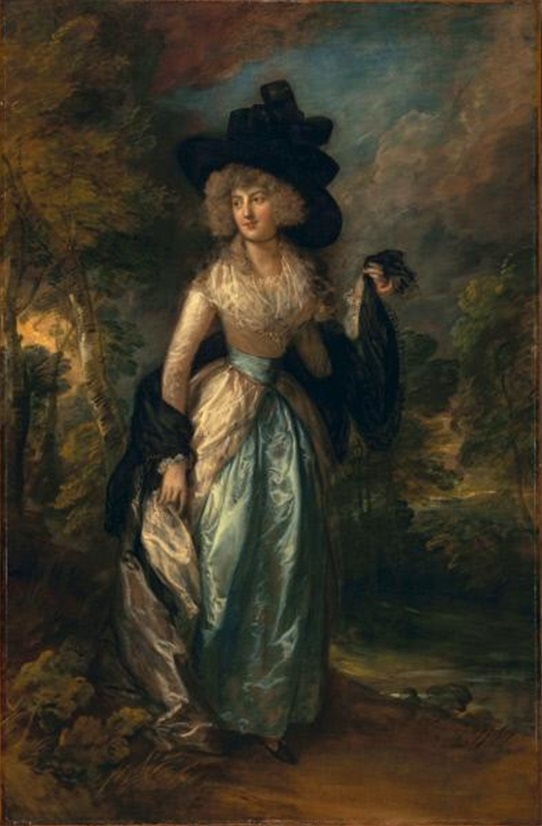
Juliana Howard
Baronne Petre, 1788
par Thomas Gainsborough
Bibliothèque Huntington

- John Petre (1er baron Petre) (1549–1613) ;
- William Petre (2e baron Petre) (1575–1637), fils du précédent ;
- Robert Petre (3e baron Petre) (1599–1638), fils du précédent ;
- William Petre (4e baron Petre) (1626–1684), fils du précédent ;
- John Petre, 5e Baron Petre (1629–1684), frère du précédent ;
- Thomas Petre (6e baron Petre) (1633–1706), frère du précédent ;
- Robert Petre (7e baron Petre) (1689–1713), fils du précédent ;
- Robert Petre (8e baron Petre) (1713–1742), fils du précédent ; enfant posthume, né 2 mois et 10 jours après la mort de son père ; succédé immédiatement à son naissance.
- Robert Petre (9e baron Petre) (1742–1801), fils du précédent ; succédé à l'âge de quatre mois après la mort de son père.
- Robert Petre (10e Baron Petre) (1763–1809), fils du précédent ;
- William Petre (11e baron Petre) (1793–1850), fils du précédent ;
- William Petre (12e baron Petre) (1817–1884), fils du précédent ;
- William Petre (13e baron Petre) (1847–1893), fils du précédent ; prélat domestique du Vatican.
- Bernard Petre, 14e baron Petre (1858–1908), frère du précédent ;
- Philip Petre, 15e baron Petre (1864–1908), frère du précédent ;
- Lionel Petre (16e baron Petre) (1890–1915), fils du précédent ;
- Joseph Petre (17e baron Petre) (1914–1989), fils du précédent ; succédé à l'âge de quinze mois après la mort de son père ; servit dans les Coldstream Guards pendant la Seconde Guerre mondiale.
- John Petre (18e baron Petre) (n. 1942), fils du précédent.

ffff
- Héritier apparent : Dominic William Petre (n. 1966).
- Deuxième héritier apparent : William John Jude Petre (n. 2001).

## Parents illustres
- Henry Petre, DSO, premier pilote de l'histoire de l'armée de l'air australienne, descendant du 11e baron.